# Brunner/Ritz
Brunner/Ritz steht für das Künstlerduo Johannes Brunner (* 1963 in Pfullendorf) und Raimund Ritz (* 1964 in Meckenbeuren). Seit 1990 entstanden aus dieser Zusammenarbeit gemeinsame Werke in unterschiedlichen Disziplinen und Medien: Skulpturen, Objekte, Kompositionen, Performances, Installationen, Theater- und Musiktheaterstücke, Hörspiele, Filme, Videos und Videoinstallationen sowie Projekte im öffentlichen Raum. Ihre Arbeiten setzen sich oft mit den Besonderheiten der jeweiligen Orte, an denen sie entstehen und für die sie entwickelt werden, auseinander.

## Künstler

### Johannes Brunner
Johannes Brunner (* 17. Oktober 1963 in Pfullendorf) ist ein deutscher Bildhauer und Regisseur und seit 1990 Teil des Künstlerduos Brunner/Ritz.
Von 1985 bis 1991 studierte Brunner Bildhauerei an der Akademie der Bildenden Künste in München. Von 1991 bis 1994 war er Assistent für Bildhauerei in der Klasse Olaf Metzel. Anschließend folgten Lehraufträge an der Akademie der Bildenden Künste u. a. für Video und Skulptur, München (1994–2001) und an der Hochschule für Fernsehen und Film (HFF), München (1996–2001), sowie eine Gastprofessur an der Akademie der Bildenden Künste in München von 2000 bis 2002.
Seit 2018 ist Brunner Professor für Bildhauerei an der Alanus Hochschule für Kunst und Gesellschaft in Alfter/Bonn. Als Dekan leitet er seit 2022 den Fachbereich Bildende Kunst.

### Raimund Ritz
Raimund Ritz (* 1. Mai 1964 Meckenbeuren) ist ein deutscher Künstler, Musiker und Komponist und seit 1990 Teil des Künstlerduos Brunner/Ritz.
Von 1986 bis 1992 studierte Ritz Klarinette  am Richard-Strauss-Konservatorium in München und belegte dort ein Aufbaustudium im Fach Komposition.
1990 war er Preisträger bundesdeutscher Wettbewerbe der Konservatorien in Frankfurt am Main. Von 1993 bis 2000 hatte Ritz einen Lehrauftrag an der Akademie der Bildenden Künste in München, anschließend von 2001 bis 2002 dort eine Gastprofessur.
Seit 2013 hat er einen Lehrauftrag für Audio und Recording an der Akademie der bildenden Künste in München.

### Zusammenarbeit
Johannes Brunner und Raimund Ritz lernten sich während der gemeinsamen Schulzeit kennen. Bereits in der Studienzeit in München begannen sie ihre künstlerische Zusammenarbeit im Zwischenbereich zwischen Bildender Kunst und Musik. Seit 1990 präsentieren sie ihre gemeinsamen Projekte unter dem Kürzel Brunner/Ritz. Es entstehen Objekte, Skulpturen, Kompositionen, Performances, Licht- und Klanginstallationen, Theater- und Musiktheaterstücke, Hörspiele, Filme, Videos und Videoinstallationen sowie Projekte im öffentlichen Raum.
Ihre Arbeiten gehen oft in besonderer Weise auf die Gegebenheiten der Orte ein, für die sie entwickelt wurden. Häufig werden auch Nutzer und Passanten in die Arbeiten einbezogen.
Brunner/Ritz leben und arbeiten in München.

## Werke

### Parabel (2002)

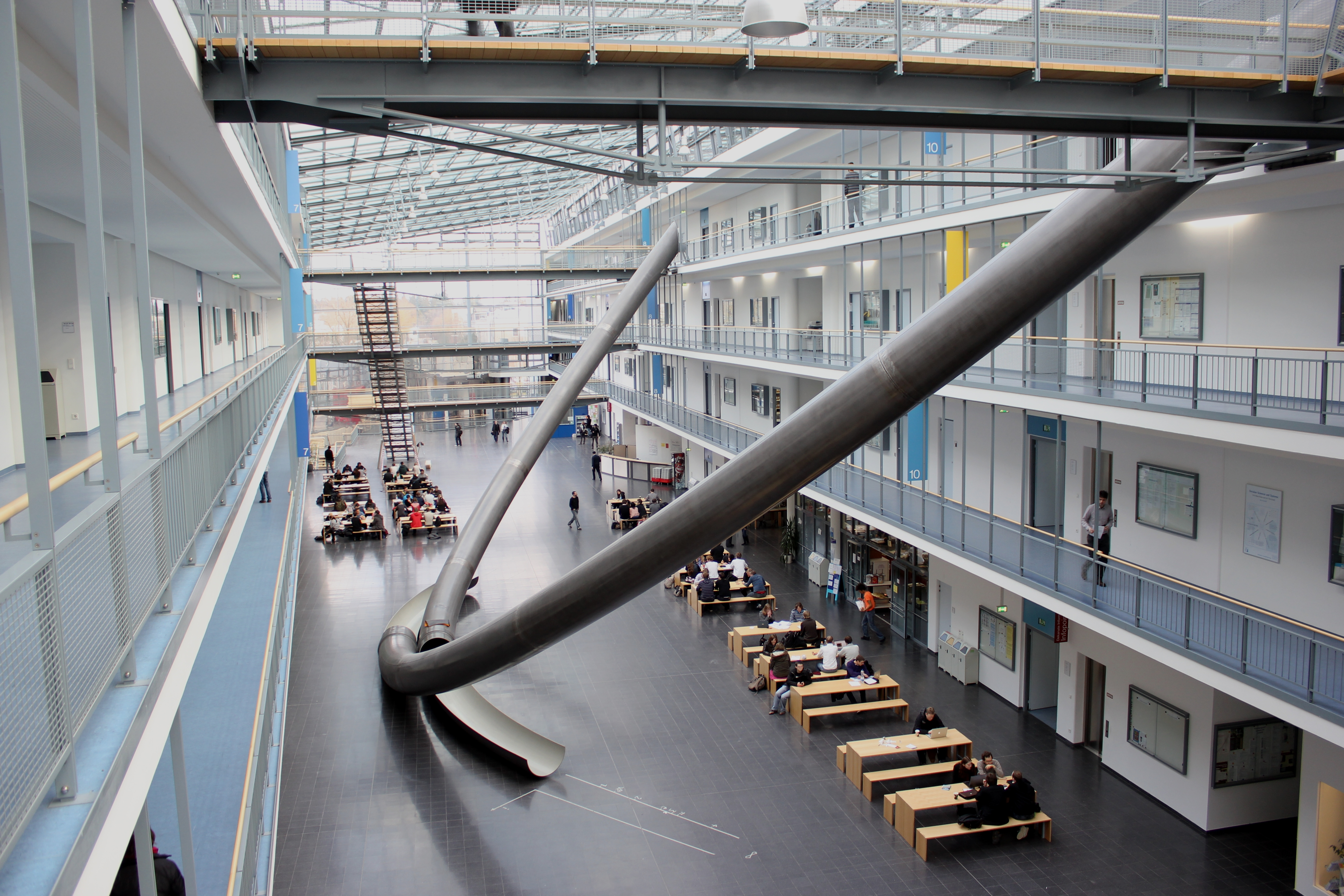
Parabelrutsche (München, 2002)

Die Parabel-Installation für das Fakultätsgebäude für Mathematik und Informatik an der Technischen Universität München wurde 2002 als Ergebnis eines Kunst-am-Bau-Wettbewerbs realisiert.
Zwischen den beiden Treppenaufgängen, um 45 Grad im Raum geneigt, befinden sich zwei induktiv gebogene Stahlröhren mit einer Spannweite von ca. 45 Metern, die die Parabelfunktion z = y = hx² / d² darstellen. Diese Parabel verbindet die beiden Treppenaufgänge und interpretiert auf dynamische Weise die Funktion der zentralen Halle: Ein überdachter Straßenraum, der als Ort der Bewegung, vor allem aber der Begegnung und Kommunikation dient.
Die Parabel symbolisiert erkennbar das Gebäude in seiner spezifischen Funktion als Ausbildungsstätte der Fakultäten Mathematik und Informatik. Darüber hinaus können die beiden Arme der Parabel von den Studierenden als Rutschen genutzt werden.

### Berblingerturm (2020)

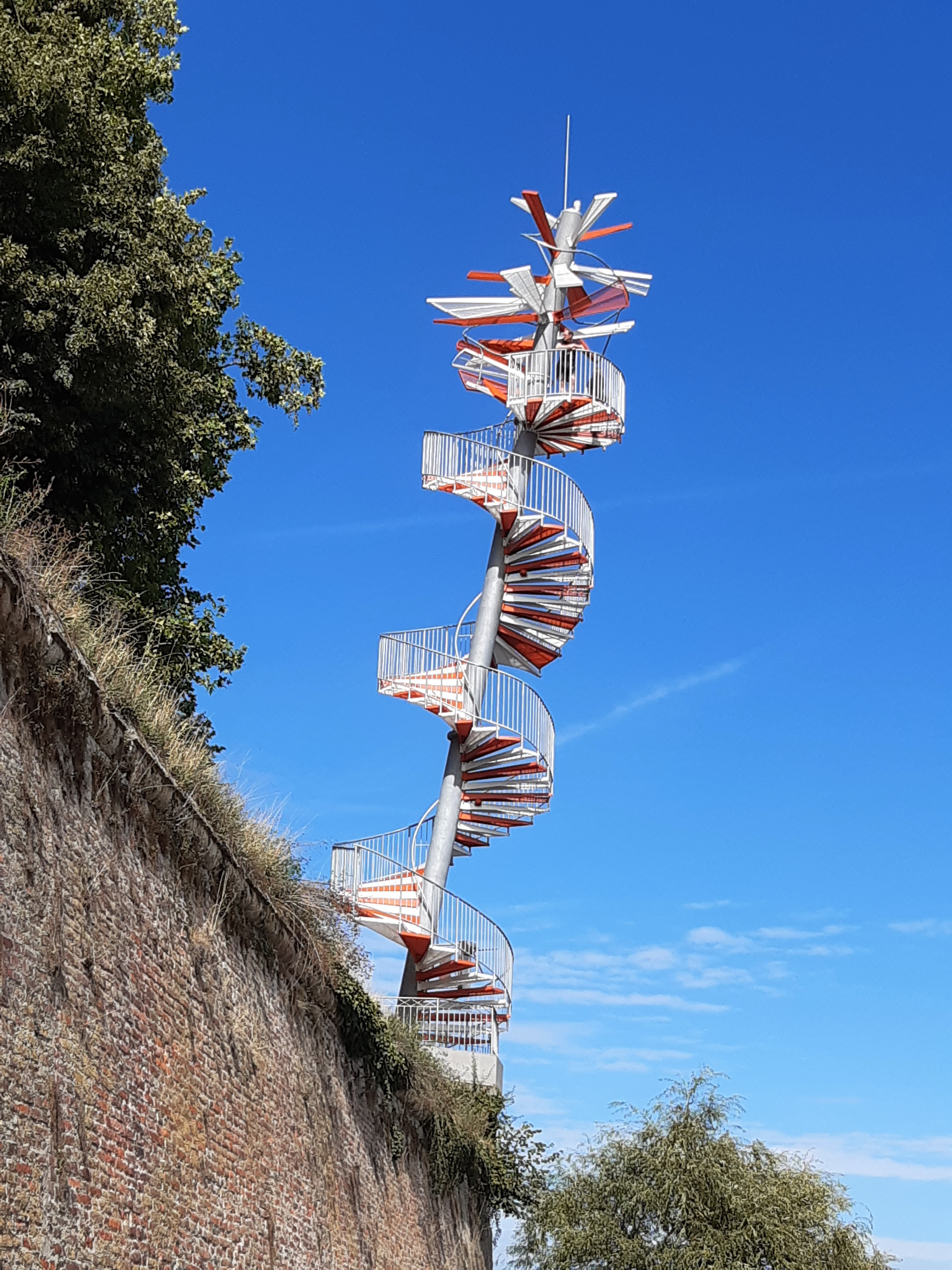
Berblingerturm (Ulm, 2020)

Im Jahr 2020 errichteten Brunner/Ritz mit dem Berblingerturm eine 20 m hohe Stahlkonstruktion an der Adlerbastei in Ulm. Diese begehbare Skulptur erinnert an den Ulmer Flugpionier und Erfinder Albrecht Ludwig Berblinger, auch bekannt als der „Schneider von Ulm“, und wurde anlässlich seines 250. Geburtstags am Absprungort seines historischen Flugversuchs realisiert. Die Spindeltreppe erreicht eine Höhe von 20 Metern und ist um 10 Grad in Richtung Donau geneigt.

### Kunstturnen (2021)
Ebenfalls 2021 entstand im Rahmen der Retrospektive von Brunner/Ritz im Museum Ulm die dauerhaft installierte Arbeit „Kunstturnen“. Diese besteht aus 40 Turnringen verschiedener Größe, von denen einige von den Museumsbesuchern aktiv benutzt werden können.

### Black Hole Sun (2024)

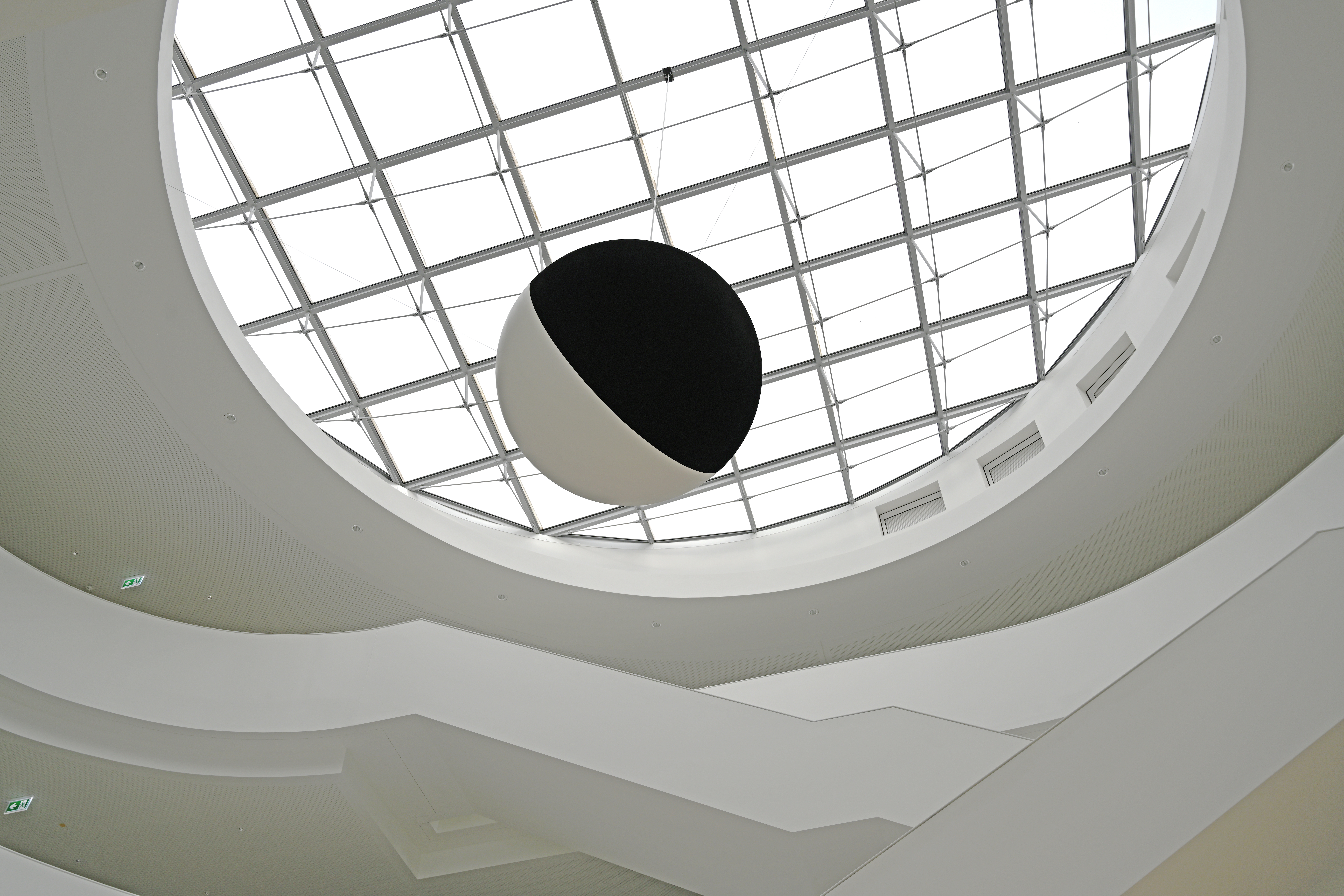
Black Hole Sun (Erlangen, 2024)

Das Projekt „Black Hole Sun“ von Brunner/Ritz ist eine kugelförmige, kinetische Plastik, realisiert am Max-Planck-Institut für die Physik des Lichts in Erlangen. Das Objekt mit einem Durchmesser von 1,70 m dreht sich langsam um seine Achse, die um ca. 20 Grad geneigt ist.
Die Oberfläche besteht zur Hälfte aus der im Institut dominierenden Farbe Weiß, während die andere Hälfte mit einem extremen Schwarz (Musou Black) überzogen ist. Dieses Schwarz absorbiert bis zu 99,4 % des Licht, wodurch aus bestimmten Perspektiven der Eindruck eines im Raum auftauchenden und wieder verschwindenden Schwarzen Lochs entsteht. Die Installation BLACK HOLE SUN und ihre Entstehung spielt eine zentrale Rolle im Dokumentarfilm TRACING LIGHT, (2024) 99 min, von Thomas Riedelsheimer.

### Werksliste (Auswahl)
Kunst am Bau
| Werk                                                                                    | Ort              | Jahr |
| --------------------------------------------------------------------------------------- | ---------------- | ---- |
| Abhöranlage, ehemaliges Flugmedizinisches Institut                                      | Fürstenfeldbruck | 1994 |
| Am Bootssteg, Oskar-Maria-Graf-Gymnasium                                                | Neufahrn         | 1996 |
| Exotic Echoes, Allianz Hauptverwaltung                                                  | München          | 2001 |
| Traffic Light Flower (Lichtinstallation), Stadtwerkszentrale                            | München          | 2001 |
| Aus dem Bauch (Hörspiel), Stadtentwässerungswerke                                       | München          | 2001 |
| Parabel, Fakultät für Mathematik und Informatik der TU München                          | Garching         | 2002 |
| Goldene Leiter, Forum Duisburg                                                          | Duisburg         | 2008 |
| Krone (Bewegungskomposition), Königsgalerie Duisburg                                    | Duisburg         | 2011 |
| Kunstturnen (benutzbare Skulptur) und Stadtmodel (Licht-Sound Installation), Museum Ulm | Ulm              | 2021 |
| Black Hole Sun, Max-Planck-Institut für die Physik des Lichts                           | Erlangen         | 2024 |

Kunst im Außenraum (Auswahl)
| Werk                                          | Ort              | Jahr |
| --------------------------------------------- | ---------------- | ---- |
| U-Bahn-Orgel, Installation U-Bahnhöfe München | München          | 1995 |
| Paternoster, Planungsreferat                  | München          | 1996 |
| Ruhezone (Lichtinstallation)                  | München          | 1998 |
| Fotoromanzo, Piazza della Rotonda             | Rom              | 2003 |
| Teufelskerle                                  | Göppingen        | 2004 |
| Credo (Lichtinstallation)                     | München          | 2004 |
| Es war einmal, Neue Kunst in alten Gärten     | Hannover-Gehrden | 2004 |
| Berblingerturm                                | Ulm              | 2020 |

SkulpturMusik (Auswahl)
| Werk           | Jahr |
| -------------- | ---- |
| 5 STÜCKE       | 1991 |
| Getränkemarkt  | 1992 |
| Vom nassen Tod | 1994 |
| Heiliger Lärm  | 1998 |

## Preise und Stipendien
- 1992: Projektförderstipendium des Kulturreferats der Landeshauptstadt München
- 1993: Förderpreis für Musik der Stadt München, Deutscher Videokunstpreis, Baden-Baden
- 1994: Philip Morris Kunstpreis
- 1997: Deutscher Kamerapreis (Schnitt) für „Die gesteigerte Fahrt“
- 1997: Villa Romana Stipendium in Florenz[7]
- 2003: BauNetz Architektur/Internet Preis, Berlin